# Karl Demmler

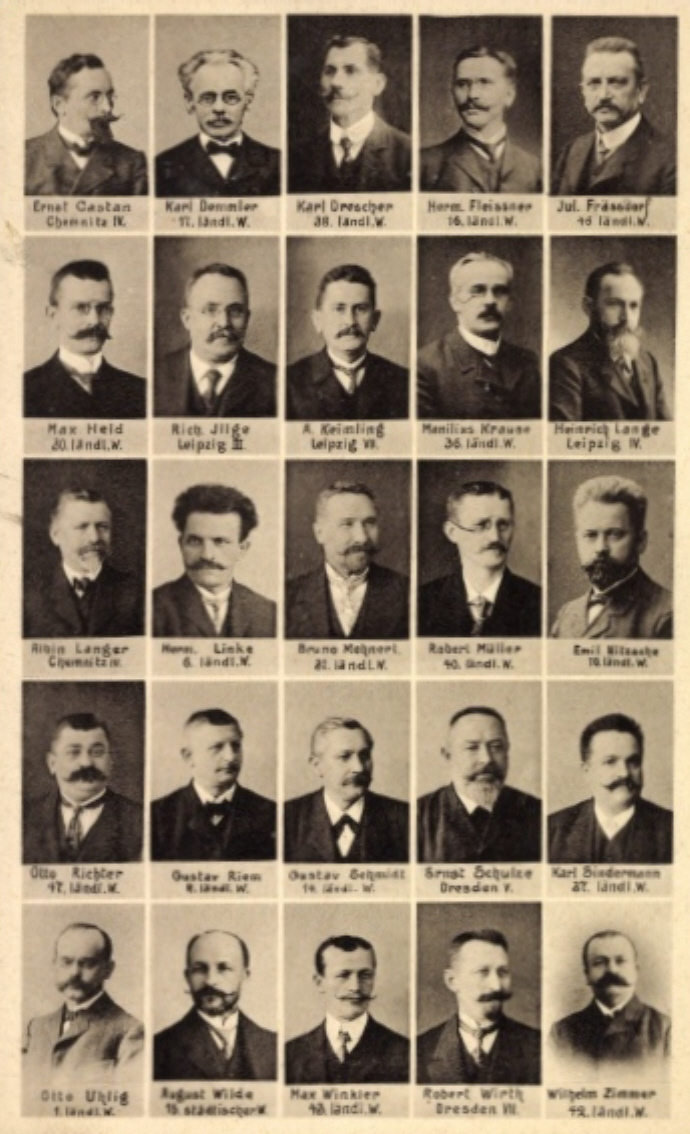
Karl Demmler (obere Reihe, zweiter von links) und die anderen Mitglieder der sozialdemokratischen Fraktion des sächsischen Landtags, 1909

Karl Ernst Demmler (* 29. Oktober 1841 in Geyer; † 24. Juli 1930 ebenda) war ein deutscher sozialdemokratischer Politiker.

## Leben
Demmler arbeitete nach den üblichen Wanderjahren bis 1890 als Posamentierer. Danach war er bis 1918 Geschäftsführer des örtlichen Konsumvereins. Anschließend trat er in den Ruhestand.
Bereits während seiner Gesellenwanderung war er mit Personen der frühen Arbeiterbewegung in Kontakt getreten. Darunter war auch Ferdinand Lassalle. Demmler brach jedoch mit dessen ADAV und schloss sich der Eisenacher Richtung um Wilhelm Liebknecht und August Bebel an. Zusammen mit Liebknecht war er 1867 Mitbegründer des Arbeiterbildungsvereins in Geyer. Er vertrat diesen auf dem 5. Vereinstag der deutschen Arbeitervereine in Nürnberg. Er war auch Mitglied der sächsischen Volkspartei. Im Jahr 1869 gehörte er zu den Mitbegründern der SDAP in Eisenach. Danach war er bis zum Verbot durch das Sozialistengesetz 1878 führender sozialdemokratischer Funktionär in seinem Heimatort. Nach der Neugründung eines Wahlvereins 1886 war er erneut Vorsitzender der Partei in Geyer. Außerdem war er etwa von 1900 bis 1924 Vorsitzender der Ortskrankenkasse. Bis 1902 hatte er an zahlreichen sozialdemokratischen Parteitagen teilgenommen.
Zwischen 1904 und 1920 war Demmler Stadtverordneter. Von 1909 bis 1920 gehörte er dem sächsischen Landtag an. In der 1919 gewählten ersten sächsischen Volkskammer war er der Alterspräsident.
Demmler wurde 1924 zum Ehrenbürger von Geyer ernannt. Der örtliche SPD-Ortsverein trägt heute seinen Namen.

## Veröffentlichungen
- Ein Nothschrei. In; Demokratisches Wochenblatt. Nr. 21 vom 22. Mai 1869.
- Das sächsische Ostpreußen. In; Demokratisches Wochenblatt. Nr. 24 vom 12. Juni 1869; Nr. 25. von 19. Juni 1869; Nr. 28 vom 10. Juli 1869; Nr. 29 Beilage vom 17. Juli 1869.